# DeWieners
D.E.W.I.E.N.E.R.S., auch DeWieners, gegründet im Jahr 2000, ist eine Wiener Hip-Hop-Formation. Bekannt wurden DeWieners durch ihre generationen- und stilübergreifenden Auftritte mit der Jazz-Combo um Saxophonisten Hans Salomon und Gitarristen Rens Newland. Den drei MCs von DeWieners, ScOOp, StePh und Sweat-On geht es um eine Fusion der in Hip-Hop-Rhythmik geformten deutschsprachigen Lyrik mit Jazz-Elementen (Jazz-Rap). „DeWieners verbinden Hip-Hop, Funk und Jazz“ heißt es daher auch in den Lyrics zu ihrem Track D.e.W.i.e.n.e.r.s. auf ihrem Album Fastbreak.

## Auftritte
Crossover-Experimente von Rappern mit Live-Bands sind in der Hip-Hop-Szene umstritten. Der Platzbedarf und der technische Aufwand sind speziell bei Auftritten mit Jazz-Formationen mit ihren verschiedenen Musik- und Perkussionsinstrumenten hoch. Trotzdem spielten DeWieners immer wieder in kleinen und kleinsten Clubs.

## Veröffentlichungen
Im Jahr 2004 brachten DeWieners ihren ersten Tonträger auf Vinyl heraus, ein knapp 40-minütiges Album, auf dem nicht nur private Erfahrungen, sondern auch politische Eindrücke und Meinungen textlich verarbeitet wurden. „Die Wortketten handeln nicht nur von Sportwetten, sondern nehmen auch Politikerschmähs und die Gesellschaft an sich ins reimende Visier“, schrieb dazu der Musikkritiker Manfred Horak: „Die Band hat Charme (no na, sind ja auch Wiener), die Kombination aus Rap & Jazz ist, wenn auch nix Neues, eine erfreuliche Synthese.“

## Diskografie
- 2003: Fastbreak (Album, CD/LP, Jive Music, Eigenvertrieb)
- 2007: Splash (Album, CD, Jive Music, Hoanzl)